# Rhysoconcha atanuiensis
Rhysoconcha atanuiensis é uma espécie de gastrópode  da família Charopidae.
É endémica da Polinésia Francesa.